# Wenzel Matiegka
Wenzel Thomas Matiegka (eigentlich Václav Tomáš Matějka, auch Wenzeslav Matiegka oder Wenzeslaus Matiegka, getauft 6. Juli 1773 in Chotzen; † 19. Januar 1830 in Wien) war ein böhmischer Komponist und Gitarrist des Wiener Biedermeier sowie Chorregent.

## Leben
Wenzel Matiegka erhielt im von ihm ab 1788 besuchten Seminar von Kremsier eine Ausbildung als Sopranist, anschließend studierte er in Prag Jura und daneben Musik bei dem Komponisten und Klaviervirtuosen Abbé Josef Jelínek (Joseph Gelinek). Seit 1800 lebte er als Klavier- und Gitarrenlehrer in Wien. 1817 wurde er (mindestens bis 1824) Chorregent an St. Leopold, 1821 auch an der Filialpfarre St. Joseph in der Leopoldstadt. 
Matiegka komponierte Messen und andere Sakralmusik sowie Kammermusikwerke. Bekannt blieb er aber vor allem durch seine etwa dreißig Gitarrenwerke und ein Notturno für Flöte, Bratsche und Gitarre, das Franz Schubert durch Hinzufügen einer Cellostimme zu einem Quartett umarbeitete und das lange für eine Komposition Schuberts (D 96 = Anh. II,2) gehalten wurde.
Im Archiv der Gesellschaft der Musikfreunde in Wien hat sich ein Manuskript von Wilhelm Klingenbrunner aus dem Jahr 1826 erhalten, in dem die Werke Matiegkas aufgelistet sind.
Mit 56 Jahren starb Matiegka an Lungentuberkulose und hinterließ seine Frau Theresia in armseligen Verhältnissen mit zwei erwachsenen und vier noch minderjährigen Töchtern.

## Werke (Auswahl)
- Zwölf leichte Ländler (Opus 1)
- XII Pièçes faciles our Guitarre. (Opus 3)[2]
- 6 Variationen (Air de la Molinara) (Opus 8)
- Grande Sonate facile in C-Dur (Opus 11)
- 12 Menuette (Opus 15)[3]
- Sonate op. 16 für Gitarre
- Notturno für Flöte, Bratsche und Gitarre (Opus 21)
- 6 Sonates progressive, Nr. 1 (Opus 31)
- 15 Variations sur la Tyrolienne (ohne Opus-Zahl)
- Grande Sonate Nr. I in D-Dur (ohne Opus-Zahl)[4]